# FlyNordic
FlyNordic was een Zweedse luchtvaartmaatschappij met thuisbasis in Umeå. Zij voerde onder andere lijnvluchten uit vanuit Stockholm naar bestemmingen in Europa.

## Geschiedenis
FlyNordic werd opgericht in 1996 als Reguljair. In 2003 nam Finnair een aandeel van 85% en in 2004 werd ook het resterende deel overgenomen door Finnair. In 2007 werd FlyNordic in haar geheel overgenomen door Norwegian Air Shuttle, dat in 2008 besloot om de merknaam FlyNordic uit de markt te nemen en de activiteiten voortaan onder de eigen naam te gaan uitvoeren.

## Vloot
De vloot van FlyNordic bestond in oktober 2007 uit:
- 7 DC-9-80